# Hangama
 (septembre 2020).
Si vous disposez d'ouvrages ou d'articles de référence ou si vous connaissez des sites web de qualité traitant du thème abordé ici, merci de compléter l'article en donnant les références utiles à sa vérifiabilité et en les liant à la section « Notes et références ».
 (septembre 2020).
Hangama (persan : هنگامه), de son vrai nom Zuhra, est née en 1962. C'est une chanteuse populaire d'Afghanistan. Quand elle est devenue chanteuse, sa mère a choisi le nom de Hangama. Elle vit actuellement à Toronto, au Canada, où elle poursuit sa carrière musicale. Avant son émigration d'Afghanistan au début des années 1980, elle est l'une des chanteuses les plus populaires du pays. Outre l'Afghanistan, elle est également connue au Tadjikistan et en Iran où elle a une base de fans.
Elle commence sa carrière musicale en 1975 alors qu'elle n'a que quinze ans. Elle est élevée dans une famille aimant la musique. Elle étudie la musique à Ustad NaiNawaz à Kaboul. Elle vit actuellement au Canada. Dans les années 1980, elle se fait connaitre avec Ahmad Wali comme un duo musical très populaire, devenu connu au milieu des années 1980. Leurs premières chansons enregistrées en Afghanistan et les vidéos qui les accompagnent sont devenues extrêmement populaires et ces chansons restent des classiques des archives musicales afghanes. Après avoir quitté l'Afghanistan, en 1985, en Allemagne, Hangama et Ahmad Wali se marient. Elle donne naissance à leur fils nommé Massieh en 1986. Elle remporte le prix ATN comme meilleure chanteuse le 29 novembre 2008 et elle est nommée pour la meilleure chanteuse aux prix Noor TV en avril 2008. Une autre chanteuse, Naghma remporte le prix.
En 2012, elle sort l'album Zendooni mélange de funk, musique psychédélique et pop.

## Concerts
En 2005, Hangama retourne en Afghanistan pour une série de concerts à Mazar sharif et à Kaboul. Elle a contribué à la musique afghane au fil des ans.